# WannaRen

Wannaren的程序界面

WannaRen 是于2020年4月5日在互联网上出现的新型勒索病毒，截至目前，已出现数个感染案例。

## 病毒行为
加密被感染的 Windows 计算机中几乎所有文件，并将文件扩展名改为.WannaRen，病毒作者要求受害者支付 0.05 个比特币的赎金方能解锁。

## 应对措施
4月9日，WannaRen 的作者通过多方联系到了火绒团队，给出了解密密钥，火绒团队表示，将会根据密钥在稍后放出解密工具，并且公布了密钥，邀请各大安全团队共同制作解密工具。
目前，该作者已经停止下发、传播“WannaRen”勒索病毒。同时火绒团队开发的解锁工具已经开发完成，并开放下载。而从突然爆发到现在，病毒提供的钱包只收到了0.00009490个比特币，比本身所要求的0.05比特币相差甚远。

## 调查
据称，WannaRen 与 2017 年爆发的勒索病毒“WannaCry” 行为类似，会加密被感染的 Windows 计算机中几乎所有文件，并将文件扩展名改为.WannaRen，受害者须支付 0.05 个比特币的赎金方能解锁。
奇虎360公司發布自身調查報告，認為“WannaRen”勒索病毒的大舉散佈者正是此前借“永恒之蓝”漏洞的“匿影”组织。匿影组织借挖矿木马牟利的方式，变换思路通过全网投递WannaRen勒索病毒，索要赎金获利。在以往攻击活动中匿影家族主要通过永恒之蓝漏洞，攻击目标電腦後於其中植入挖矿木马以進行騎劫挖礦獲利，但此次升級為直接勒索。
此次途徑為PowerShell下载器释放的后门模块，后门模块使用了DLL加载技术会在“C:\ProgramData”释放一个合法的exe文件WINWORD.EXE和一个恶意dll文件wwlib.dll，启动WINWORD.EXE加载wwlib.dll就会执行dll中的恶意代码。后门模块会将自身注册为服务，程序会读取C:\users\public\you的内容之後入侵svchost.exe和mmc.exe等，该模块会扫描内网中的其他机器，一旦有机器未修复漏洞就会感染所以有橫向感染力。